# 無環章魚
無環章魚（学名：Octopus exannulatus）为章魚科章魚屬下的一个种。